# 加加林环形山

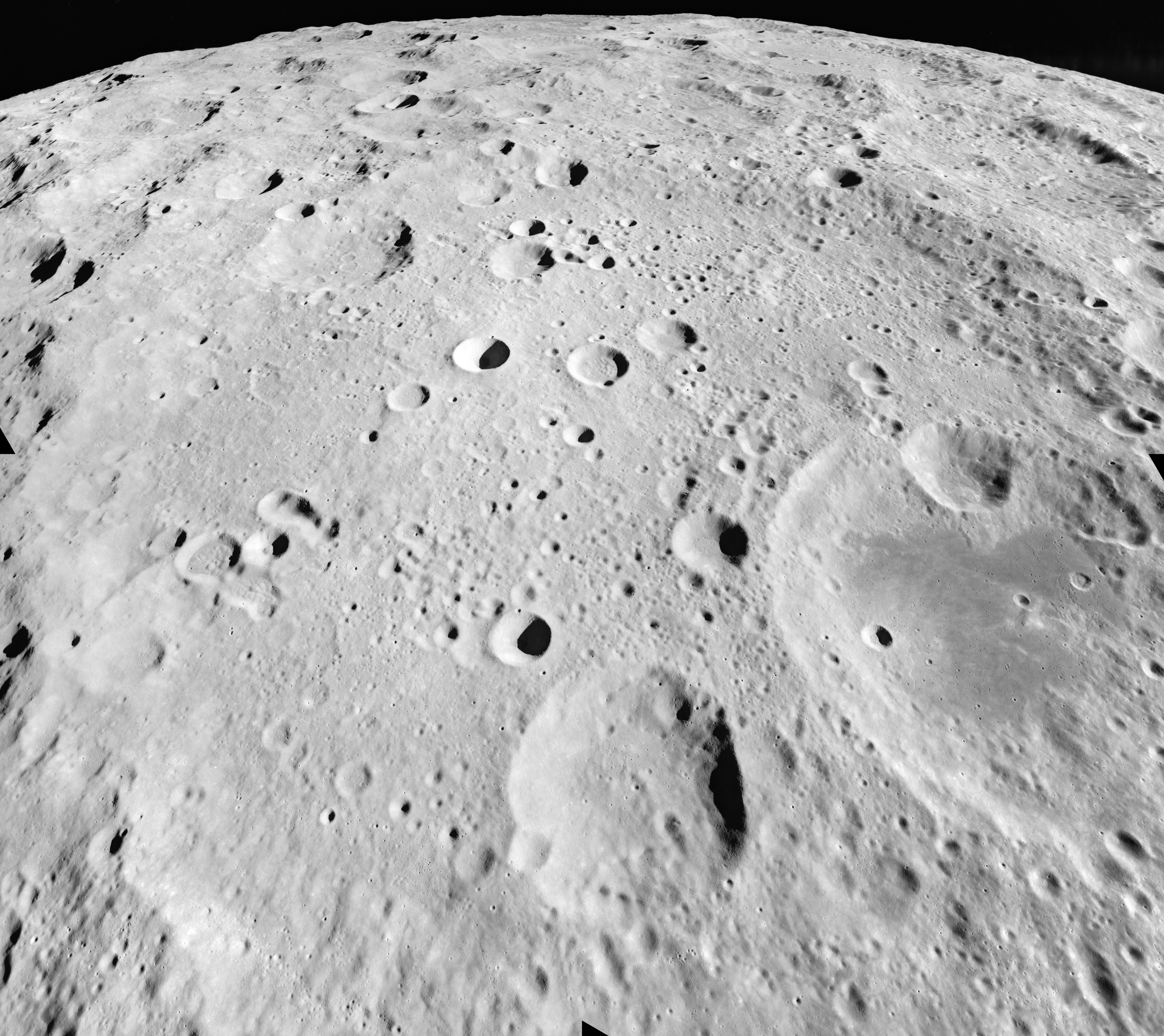
阿波罗17号拍摄的南向斜视图

加加林环形山（Gagarin）是月球背面南半部一座古老的巨大撞击坑，以世界上首位实现太空飞行的宇航员尤里·加加林的名字命名，1970年被国际天文学联合会正式批准认可。该陨坑直径达262公里，为月球上最大的陨石坑之一，形成于前酒海纪。

## 描述
加加林环形山西邻皮尔凯环形山、西北和东北分别是丹宁陨石坑及阿明斯基陨坑、东面坐落着80公里的西哈诺环形山、东南是巴尔比耶环形山、乌鲁布莱夫斯基陨石坑靠近加加林环形山的东南壁，霍勒谢克陨石坑位于南面、安德罗诺夫陨石坑则紧挨着它的西南壁，西南是巨大的列维-齐维塔环形山。同时，在加加林环形山内还坐落有伊萨耶夫环形山、科斯贝克陨石坑、巴兰金陨石坑和拉斯普列京等陨坑，其中伊萨耶夫环形山为加加林环形山内六座以俄罗斯航空先驱和宇航员命名的陨石坑中最大的一座，其较低的反照率与加加林环形山坑内地表形成明显反差。加加林环形山的中心月面坐标为19°40′S 149°21′E / 19.66°S 149.35°E，直径262公里。
由于长时间来的陨石撞击，加加林环形山已严重磨损，其边缘形成了一圈环坑底的低矮山脊，坑内地表上覆盖着一系列大小不同的撞击坑，坑底与坑壁最高点的深度落差有4800米，而坑壁较周边地形高出2100米，外侧坡宽约43公里，坑底表面直径200公里。如站在该环形山中心，它如此大的直径与深度比值，会使它的坑壁几乎不可看见-几乎不被注意。也许只有坑沿最高点才能出现在地平线上。
该环形山与月球背面其它大型陨坑的位置关系如下：它位于齐奥尔科夫斯基环形山东面，恰普雷金环形山以南、巴甫洛夫环形山东北，智海的西南。
沿环形山坑壁内，西北侧坐落着形成于酒海纪直径85公里的伊萨耶夫环形山，右侧是较小的格雷夫陨石坑、东南侧则是48公里的拉斯普列京陨石坑。
加加林环形山的名称于1970年8月25日国际天文联合会在英国布赖顿举行的第十四届大会上以第8号决议正式通过。

## 卫星陨石坑

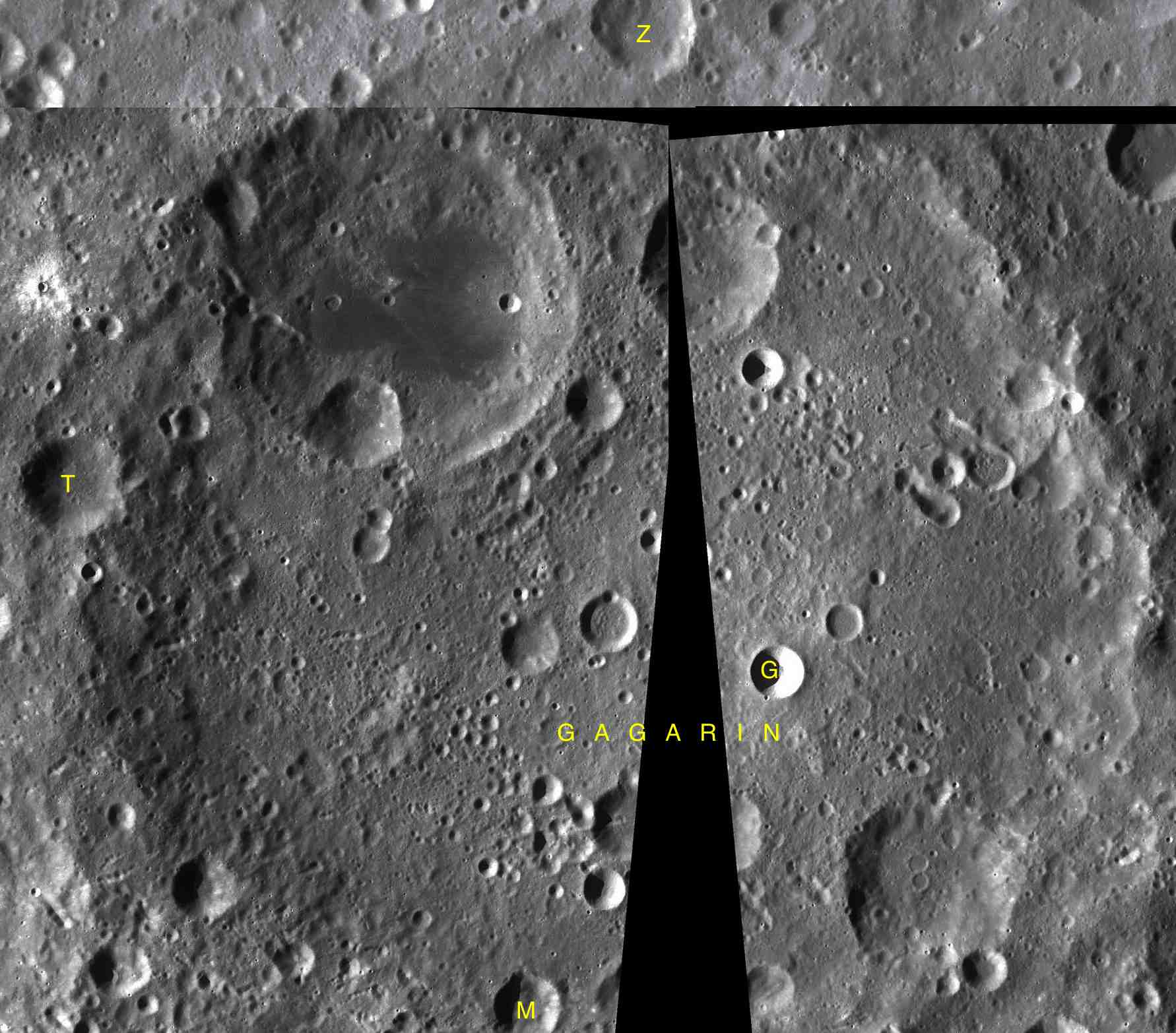
LAC-84、LAC-85、LAC-102及LAC-103 拼接图。

按惯例，最靠近加加林环形山的卫星陨石坑将在月图上以字母标注在它的中心点旁：
| 加加林 | 月面坐标                            | 直径, 公里 |
| ------ | ----------------------------------- | ---------- |
| G      | 20°31′S 150°32′E / 20.51°S 150.54°E | 14         |
| M      | 23°31′S 149°10′E / 23.51°S 149.17°E | 18         |
| T      | 19°20′S 144°45′E / 19.33°S 144.75°E | 26         |
| Z      | 15°19′S 149°36′E / 15.31°S 149.60°E | 27         |

## 另请参阅
- 小行星1772